# Eurybia divaricata

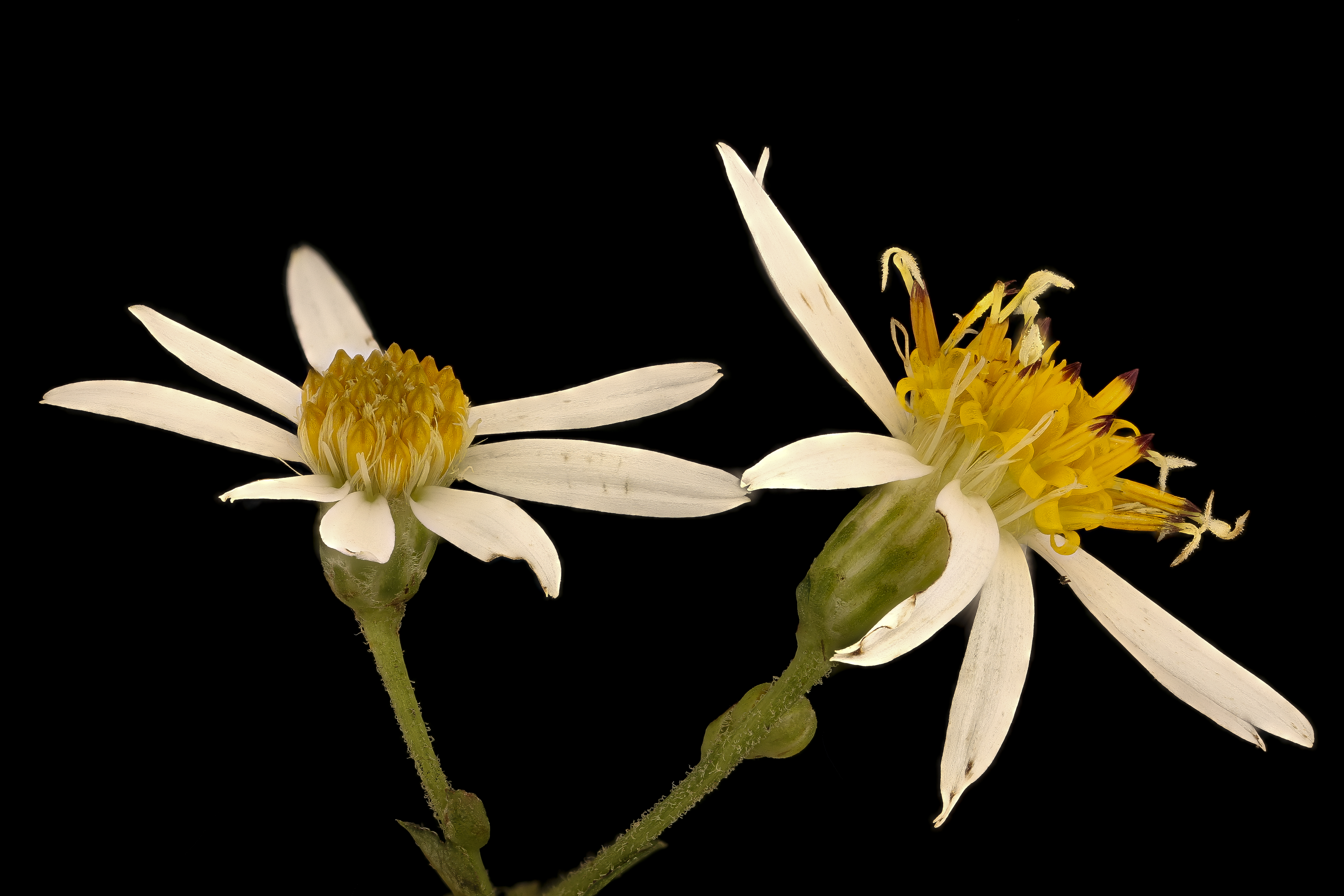
Jüngere Blütenkörbe mit gelben Röhrenblüten

Eurybia divaricata (Syn.: Aster divaricatus)  oder die Weiße Waldaster, ist eine Pflanzenart aus der Gattung der Eurybia in der Familie der Korbblütler, welche natürlich im Osten der Vereinigten Staaten, genauer in den Appalachen vorkommt. 25 Populationen konnten auch in den Provinzen Ontario und Québec in Kanada nachgewiesen werden.
In den USA ist sie weit verbreitet und häufig, in Kanada gilt sie jedoch aufgrund ihrer begrenzten Verbreitung als bedroht. Man findet sie in trockenen, offenen Wäldern sowie an Waldrändern und Lichtungen.

## Beschreibung
Eurybia divaricata ist eine spätsommerliche bis herbstliche Staude, die in der Regel zwischen 30 und 90 Zentimeter hoch wird, wobei einige Exemplare bis zu 1,2 Meter hoch werden können. Die Pflanze treibt jedes Jahr aus Rhizomen neu aus und bildet dichte Kolonien von Klonen, denen sterile Rosetten fehlen. Die Rhizome sind verzweigt, länglich und werden mit zunehmendem Alter holzig. Pro Pflanze ist ein einfacher, aufrechter Stängel vorhanden. Er ist biegsam und an der Basis fast kahl bis fein behaart, an den Enden jedoch dicht mit feinen Haaren besetzt. Sie ist Eurybia chlorolepis, Eurybia schreberi und Symphyotrichum cordifolium sehr ähnlich und wird oft mit ihnen verwechselt, obwohl Eurybia schreberi sich dadurch unterscheidet, dass sie breitere Blätter mit mehr Zähnen hat, während Eurybia chlorolepis mehr Strahlen und längere Hüllblätter hat und nur im Süden der USA von Virginia bis Georgia vorkommt.
Die Art zeichnet sich durch ihre Blütenkörbe mit röhrigem, mehrreihigen Hüllkelch, anfänglich gelber, später purpur-rötlicher Mitte und weißen Strahlen aus, die in abgeflachten Schirmrispen angeordnet sind und im Spätsommer bis Herbst erscheinen. Ein weiteres Unterscheidungsmerkmal sind die gewundenen Stängel und die wechselständigen, mehr oder weniger, bei den unteren Blätter grob, spitzig gesägten, zugespitzten bis seltener stumpfen, teils stachelspitzigen, mehr oder weniger herzförmigen, gestielten, schwach behaarten, teils borstigen Laubblätter. Die Weiße Waldaster wird sowohl in Nordamerika als auch in Europa gelegentlich kultiviert, da sie recht robust ist und auffällige Blüten hat.
Es werden rippige Achänen mit Pappus gebildet.